# هبوکن، آنت‌ورپ
هبوکن (به لاتین: Hoboken) یک منطقهٔ مسکونی در بلژیک است که در آنتورپ واقع شده‌است. هبوکن ۱۰٫۶۷ کیلومتر مربع مساحت و ۳۴٬۴۴۳ نفر جمعیت دارد.